# Tara Browne
Tara Browne (Londra, 4 marzo 1945 – Londra, 18 dicembre 1966) è stato un nobile inglese, divenuto famoso principalmente per essere stato probabilmente d'ispirazione ai Beatles per la composizione del loro celebre brano A Day in the Life incluso nell'album Sgt. Pepper's Lonely Hearts Club Band del 1967.

## Biografia
Browne era figlio di Lord Dominick Browne, membro della Camera dei Lord sin dal 1927, e di Oonagh Guinness, erede della fortuna dei Guinness, la celebre casata di produttori di birra. Uno dei suoi fratelli maggiori è Garech Browne, di Luggala, Contea di Wicklow, Irlanda, entusiasta sostenitore della musica celtica e membro fondatore del gruppo The Chieftains.
Dopo aver frequentato Eton, a diciotto anni Browne sposò Noreen McSherry, figlia di un possidente irlandese, da cui ebbe due figli, Dorian e Julian. Dopo la separazione dalla moglie, iniziò una relazione sentimentale con la modella Suki Potier. Assiduo frequentatore dei club in voga nella Londra di quel periodo, ebbe modo di allacciare molte amicizie, in particolare con Paul McCartney e Brian Jones dei Rolling Stones, diventando una delle personalità di spicco della Swinging London degli anni sessanta. Fu lui che verso la fine del 1966 iniziò all'LSD McCartney il quale assieme a Browne fece il suo primo viaggio in acido. E l'anno precedente, una sera, i due procedevano in motorino per le strade di Liverpool quando il veicolo urtò contro un sasso e cadendo il Beatle si scheggiò un incisivo e si procurò una ferita al labbro, lesione che dovette essere suturata. Per nascondere i segni della cicatrice, il musicista si lasciò crescere i baffi.
Per festeggiare il proprio ventunesimo compleanno nella casa di famiglia nella contea irlandese di Wicklow, invitò i Lovin' Spoonful pagando loro il viaggio aereo dagli Stati Uniti, e nell'occasione radunò fra gli altri Mike McCartney (fratello di Paul), Brian Jones, Mick Jagger e il miliardario John Paul Getty.
Il 18 dicembre 1966, Browne era alla guida della sua Lotus Elan insieme a Suki Potier e, di ritorno dalla casa di amici in Earl's Court, stava attraversando South Kensington ad alta velocità. Non è ben chiaro se fosse sotto l'effetto di droghe o alcol. Mentre percorreva Redcliffe Gardens, una Volkswagen uscì da una via laterale tagliandogli la strada. Browne ebbe la prontezza di sterzare per evitare l'impatto, ma così facendo tamponò un furgone in sosta, schiantandosi dalla parte del guidatore; a causa delle fratture al cranio che gli procurarono gravi lesioni cerebrali morì mentre lo trasportavano in ospedale. La Potier, che riportò invece solo ferite lievi, dichiarò che Browne aveva sterzato bruscamente per cercare di assorbire l'impatto dal suo lato di guida, salvandole la vita.

## A Day in the Life
Il 17 gennaio 1967, John Lennon stava componendo una canzone al pianoforte quando gli capitò di leggere un articolo presente sul quotidiano londinese Daily Mail. L'articolo riportava il risultato dell'autopsia diramato dal medico legale circa il decesso di Browne. Lennon elaborò la notizia per il brano A Day in the Life, che sarebbe in seguito stato pubblicato sull'album Sgt. Pepper's Lonely Hearts Club Band. La seconda strofa della canzone recita così:
He didn't notice that the lights had changed

A crowd of people stood and stared, they'd seen his face before

Nobody was really sure

Non si era accorto che il semaforo aveva cambiato colore

Un gruppo di persone si fermò a guardare, avevano già visto la sua faccia

nessuno era sicuro

che egli appartenesse alla Camera dei Lord»
(A Day in the Life - The Beatles)
Tuttavia, Paul McCartney nel 1997 sembrò smentire l'associazione tra il decesso di Browne e A Day in the Life:

## Letteratura
- Paul Howard: I Read the News Today, Oh Boy. The short and gilded life of Tara Browne, the man who inspired The Beatles’ greatest song, London 2016. ISBN 978-1-5098-1495-4 (inglese)